# Niederösterreichische Landesbahnen

Anleihe der N. Ö. Waldviertelbahn von 1902

Das Niederösterreichische Landeseisenbahnamt bzw. ab 1908 die Niederösterreichischen Landesbahnen (NÖLB) waren eine Behörde des Kronlandes Niederösterreich der Österreichisch-Ungarischen Monarchie bzw. des gleichnamigen Bundeslandes der Republik Österreich, die für Finanzierung, Planung, Bau und Betrieb von Lokalbahnen zuständig war. Sie bestand bis 1922.

## Geschichte

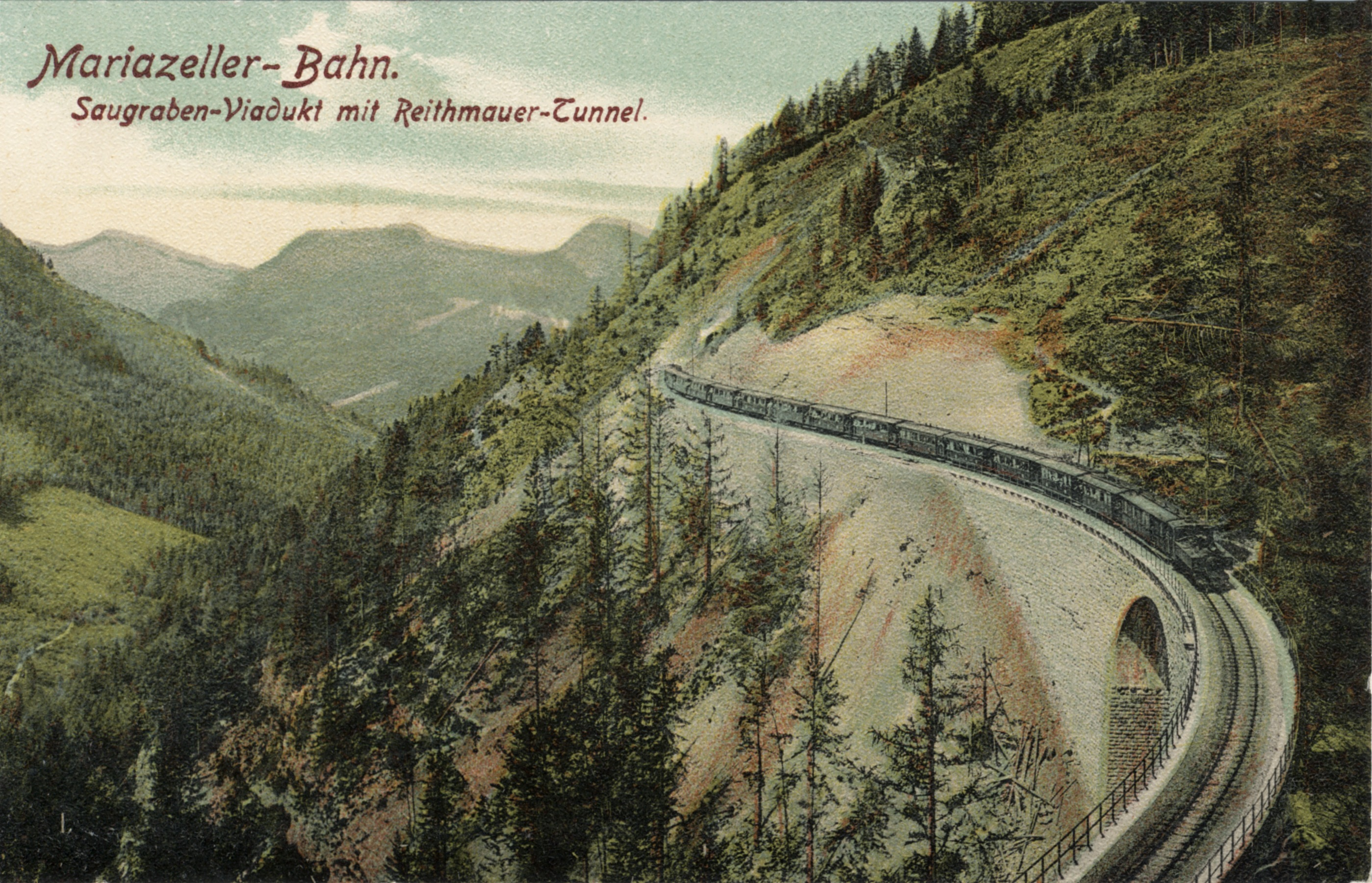
Zug der Mariazellerbahn um 1908

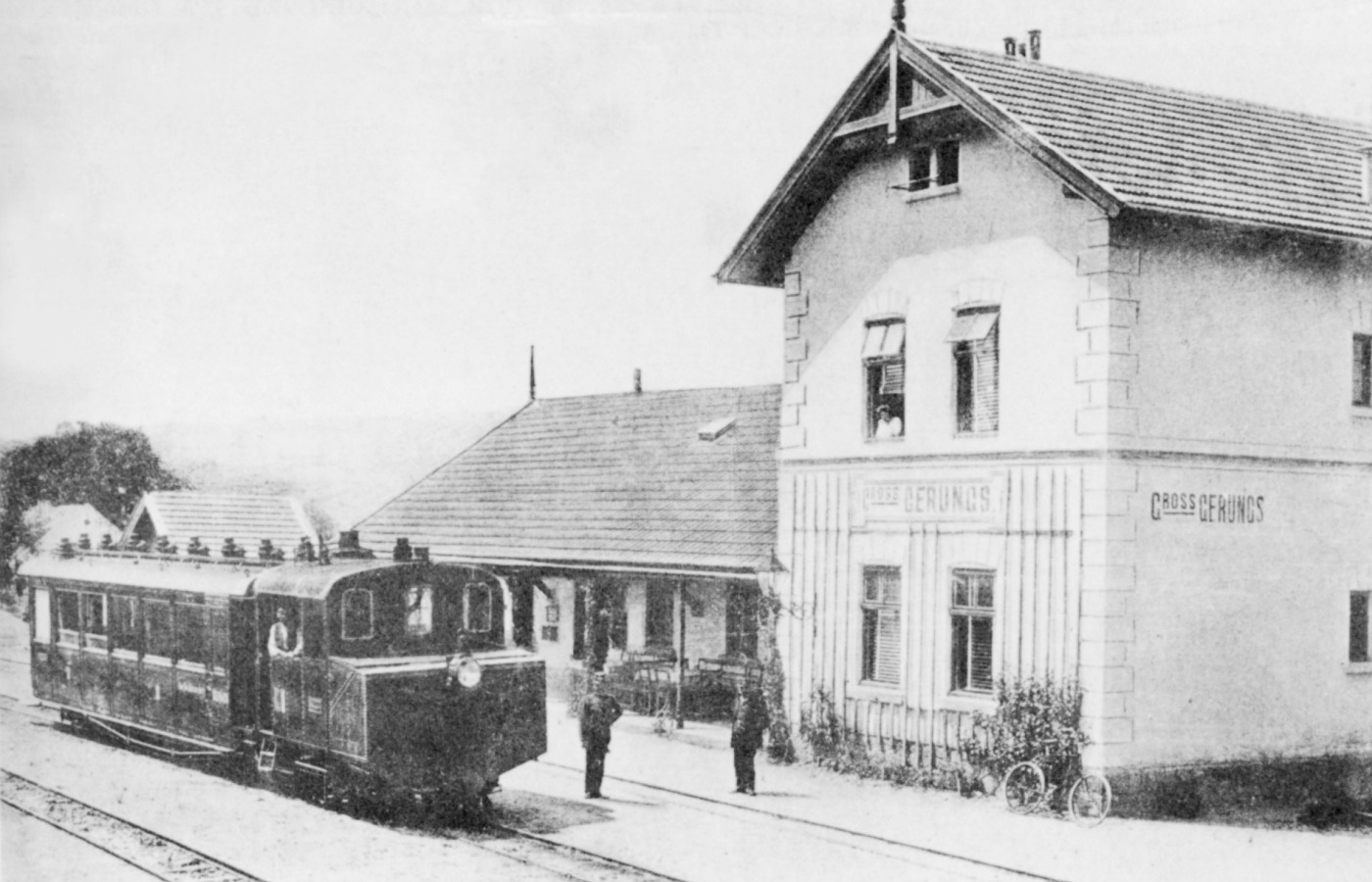
Dampftriebwagen in Groß Gerungs

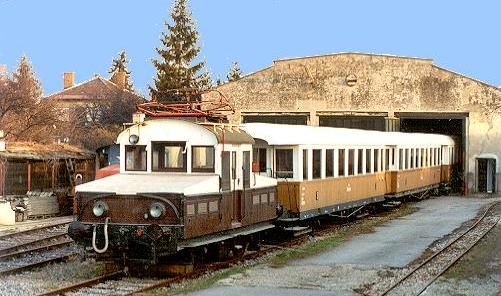
Zug der Pressburger Bahn im Eisenbahnmuseum Schwechat

Nachdem während der zweiten Hälfte des 19. Jahrhunderts das Eisenbahn-Hauptstreckennetz in Österreich-Ungarn weitgehend fertiggestellt worden war, zeigte sich, dass abseits der Eisenbahnstrecken keine konkurrenzfähige wirtschaftliche Entwicklung möglich war. Das Straßennetz war in ländlichen Regionen nur rudimentär vorhanden. Das ursprünglich zeitlich befristete Lokalbahngesetz für die österreichische Hälfte der Doppelmonarchie vom 25. Mai 1880, das mehrmals verlängert wurde, verschaffte eine Reihe von Erleichterungen und Vereinfachungen technischer, betrieblicher und bürokratischer Natur für den Bau und Betrieb von Bahnen abseits der Hauptdestinationen. Über diese Maßnahmen der Staatsregierung hinaus ergriffen auch die Kronländer selbst Initiativen zur Erweiterung des Streckennetzes, eigene Beschlüsse auf Landesebene sollten die Schaffung von Landesbahnen ermöglichen.
Durch Beschluss des Landesgesetzes vom 28. Mai 1895 wurde daher in Niederösterreich die Schaffung eines Landeseisenbahnamtes und eines Landeseisenbahnrates abgesegnet. Die durch diese Behörden errichteten Landesbahnen waren formell eigenständige Aktiengesellschaften, für die das Land finanzielle Garantien übernahm. Üblicherweise erfolgte dies durch die Übernahme von bis zu 70 % der Stammaktien, sowie durch den Ankauf weiterer von der Bahngesellschaft aufgelegter Aktien, die Sicherstellung von Betriebserträgen (im Prinzip die Übernahme des Defizits) oder Anleihen. Bis 1914 wurden 351 km Normalspurbahn und 200 km Schmalspurbahn errichtet.
Ab etwa 1905 war als Sammelbegriff für das Eisenbahnamt und die von ihm betriebenen Strecken die Bezeichnung „Niederösterreichische Landesbahnen“ üblich, ab 1. Jänner 1908 war diese Bezeichnung per Landtagsbeschluss amtlich. Zugleich erfolgte aufgrund des gestiegenen Umfanges der durchzuführenden Tätigkeiten die Teilung des Amtes in eine Landeseisenbahn-Direktion für Betrieb und Verwaltung bestehender und in eine Landeseisenbahn-Baudirektion für Projektierung und Bau neuer Landesbahnen. Die Lokomotiven erhielten ein neues Nummernschema und alle Fahrzeuge das Kürzel NÖLB angeschrieben.
Mit Ausbruch des Ersten Weltkrieges kam der Bau von Eisenbahnen, die nicht ausdrücklich kriegswichtigen Zwecken dienten zum Erliegen. Eine Reihe bereits im Detail ausgearbeiteter Projekte gelangte daher nicht mehr zur Realisierung, die Bautätigkeit wurde aus finanziellen Gründen nach dem Krieg auch nicht mehr aufgenommen. Als einziges Projekt wurde 1927 noch die schmalspurige Lokalbahn Ruprechtshofen–Gresten fertiggestellt, mit deren Bau aber bereits 1914 begonnen worden war. Als sich in den Jahren nach dem Krieg die finanzielle Situation des Landes nachhaltig verschlechterte und dieses die Mittel für die Abdeckung des Betriebsabganges nicht mehr bereitstellen konnte, versuchten die Landesbahnen zunächst durch Einschränkungen den Betrieb aufrechtzuerhalten. Dennoch verschlechterte sich die wirtschaftliche Situation der Landesbahnen zusehends, so dass der Staat das Unternehmen mit 1. Jänner 1921 zunächst pachtete. Am 30. September 1922 wurde die Landeseisenbahn-Direktion aufgelöst, die Bahnen von den Österreichischen Bundesbahnen BBÖ übernommen. Das Personal wurde in die BBÖ eingegliedert und in seinem bisherigen Aufgabenbereich weiter eingesetzt.

## Streckennetz

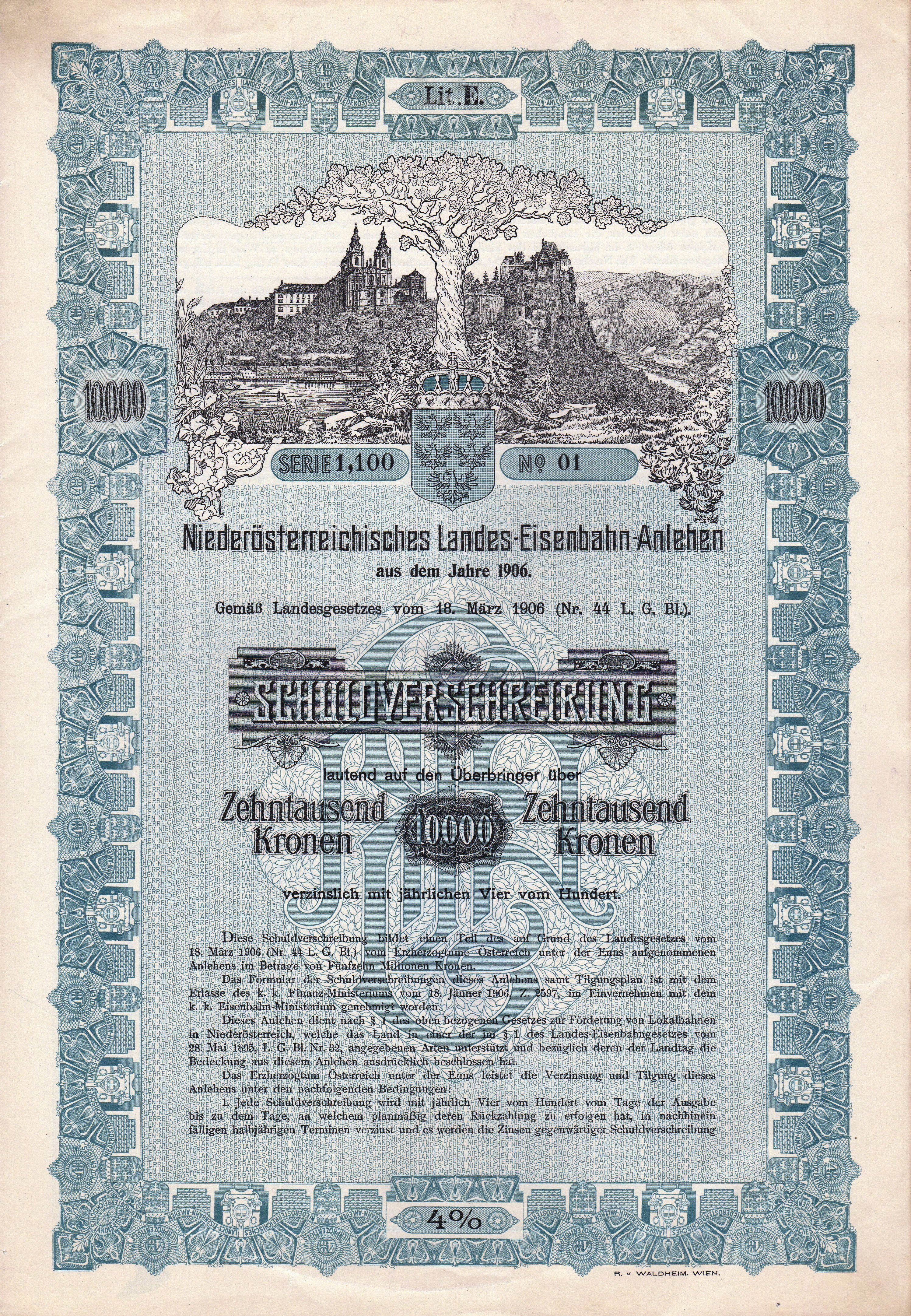
Niederösterreichisches Landes-Eisenbahn-Anlehen von 1906 zur Finanzierung des Streckennetzes

Der landschaftlichen Vielfalt des Landes Niederösterreich Rechnung tragend, wurden Bahnen von sehr unterschiedlichem Charakter errichtet. So waren z. B. die Strecken im Marchfeld klassische Flachland-Lokalbahnen, für deren Betrieb leistungsschwache B-Kuppler genügten, während die schmalspurige Mariazellerbahn eine anspruchsvoll trassierte Gebirgsbahn war, für die mit der Reihe Mh eine eigene Sonderkonstruktion entwickelt wurde. In den Knotenpunkten mit dem übergeordneten Streckennetz verfügten die Landesbahnen meistens über eigene Landesbahnhöfe, durchgehende Züge zwischen Landesbahnen und Staatsbahn wurden nicht geführt, Fahrgäste mussten stets auf die Landesbahnzüge umsteigen.

### Normalspurbahnen
| Strecke                                                                   | Gesellschaft                                            | Länge in km  | Konzession    | Eröffnung      |
| ------------------------------------------------------------------------- | ------------------------------------------------------- | ------------ | ------------- | -------------- |
| Stammersdorf–Auersthal                                                    | Lokalbahn Stammersdorf–Auersthal                        | 21,878       | 16. Nov. 1901 | 26. April 1903 |
| Gänserndorf–Gaunersdorf (heute Gaweinstal)                                | Lokalbahn Gänserndorf–Gaunersdorf                       | 22,513       | 15. März 1902 | 13. Sep. 1903  |
| Korneuburg–Ernstbrunn                                                     | Lokalbahn Korneuburg–Ernstbrunn                         | 29,883       | 18. Juni 1904 | 27. Nov. 1904  |
| Ernstbrunn–Hohenau                                                        | Lokalbahn Ernstbrunn–Hohenau– Poysdorf–Gaunersdorf      | 48,823       | 14. Feb. 1906 | 15. Nov. 1906  |
| Dobermannsdorf–Poysdorf                                                   | Lokalbahn Ernstbrunn–Hohenau– Poysdorf–Gaunersdorf      | 21,556       | 14. Feb. 1906 | 8. Mai 1907    |
| Mistelbach-Gaunersdorf (heute Gaweinstal)                                 | Lokalbahn Ernstbrunn–Hohenau– Poysdorf–Gaunersdorf      | 12,544       | 12. Sep. 1906 | 15. Nov. 1906  |
| Willendorf–Neunkirchen                                                    | Lokalbahn Willendorf–Neunkirchen                        | 12,166       | 26. Juni 1907 | 21. Juni 1909  |
| Freiland–Türnitz                                                          | Lokalbahn Freiland–Türnitz                              | 9,242        | 6. Nov. 1907  | 14. Okt. 1908  |
| Auersthal–Groß-Schweinbarth                                               | Lokalbahn Stammersdorf–Auersthal                        | 7,557        | 6. Jän. 1908  | 9. Aug. 1909   |
| Bad Pirawarth–Zistersdorf                                                 | Lokalbahn Stammersdorf–Auersthal                        | 20,628       | 6. Jän. 1908  | 15. Juli 1911  |
| Zistersdorf–Dobermannsdorf                                                | Lokalbahn Stammersdorf–Auersthal                        | 8,265        | 6. Jän. 1908  | 14. Aug. 1909  |
| Lokalbahn Siebenbrunn–Engelhartstetten und Breitstetten–Orth an der Donau | Lokalbahn Siebenbrunn–Engelhartstetten                  | 22,248 5,688 | 27. Juni 1908 | 30. Juni 1909  |
| Retz–Drosendorf                                                           | Lokalbahn Retz–Drosendorf                               | 39,965       | 27. Juli 1908 | 20. Aug. 1910  |
| Wien–Landesgrenze                                                         | Elektrische Lokalbahn Wien-Landesgrenze nächst Hainburg | 60,775       | 24. Juni 1912 | 5. Feb. 1914   |
| Preßburg–Landesgrenze                                                     | Pozsony Országhatárszéli Helyiérdekű Villamos Vasút     | 7,492        | 5. Juni 1909  | 5. Feb. 1914   |

Die Pressburger Bahn wurde von der Eröffnung an elektrisch betrieben. Da sie sowohl in der österreichischen als auch in der ungarischen Reichshälfte lag, mussten zwei separate Gesellschaften gegründet werden.
Eine Besonderheit der Lokalbahn Freiland–Türnitz war, dass, obwohl sie eine Landesbahn war, die Staatsbahnen kkStB mit dem Betrieb beauftragt waren.

### Schmalspurbahnen
Alle Schmalspurstrecken der NÖLB wurden nach Vorgabe der Heeresverwaltung in der so genannten Bosnischen Spurweite von 760 mm errichtet.
| Strecke                                                      | Gesellschaft                                        | Länge in km   | Konzession    | Eröffnung                  |
| ------------------------------------------------------------ | --------------------------------------------------- | ------------- | ------------- | -------------------------- |
| Gmünd–Litschau und Alt Nagelberg–Heidenreichstein            | N. Ö. Waldviertelbahn                               | 26,020 13,039 | 12. Nov. 1898 | 4. Juli 1900               |
| Gmünd–Steinbach                                              | N. Ö. Waldviertelbahn                               | 24,234        | 12. Nov. 1898 | 10. Aug. 1902              |
| Steinbach–Groß Gerungs                                       | N. Ö. Waldviertelbahn                               | 19,410        | 12. Nov. 1898 | 1. März 1903               |
| St. Pölten–Kirchberg an der Pielach und Ober-Grafendorf–Mank | Lokalbahn St. Pölten– Kirchberg an der Pielach–Mank | 31,316 18,007 | 11. Juli 1896 | 4. Juli 1898 27. Juli 1898 |
| Mank–Ruprechtshofen                                          | Lokalbahn St. Pölten– Kirchberg an der Pielach–Mank | 8,280         | 1. Juni 1904  | 6. Aug. 1905               |
| Kirchberg an der Pielach–Laubenbachmühle                     | Lokalbahn St. Pölten– Kirchberg an der Pielach–Mank | 17,105        | 15. Okt. 1904 | 6. Aug. 1905               |
| Laubenbachmühle–Mariazell                                    | Lokalbahn St. Pölten– Kirchberg an der Pielach–Mank | 35,914        | 15. Okt. 1904 | 17. Dez. 1906              |
| Mariazell–Gußwerk                                            | Lokalbahn St. Pölten– Kirchberg an der Pielach–Mank | 7,130         | 15. Okt. 1904 | 15. Juli 1907              |

Nach Fertigstellung der Mariazellerbahn wurde die Gesellschaft der Lokalbahn St. Pölten–Kirchberg an der Pielach–Mank im Juli 1908 in „Niederösterreichisch-Steirische Alpenbahn“ umbenannt. Ab 1911 wurde die Mariazellerbahn elektrisch betrieben.

## Fahrbetriebsmittel

### Dampflokomotiven (Normalspur)
| - 1 - 2 - 102 - 202 | - 3 - 104 - 5 - 6 |

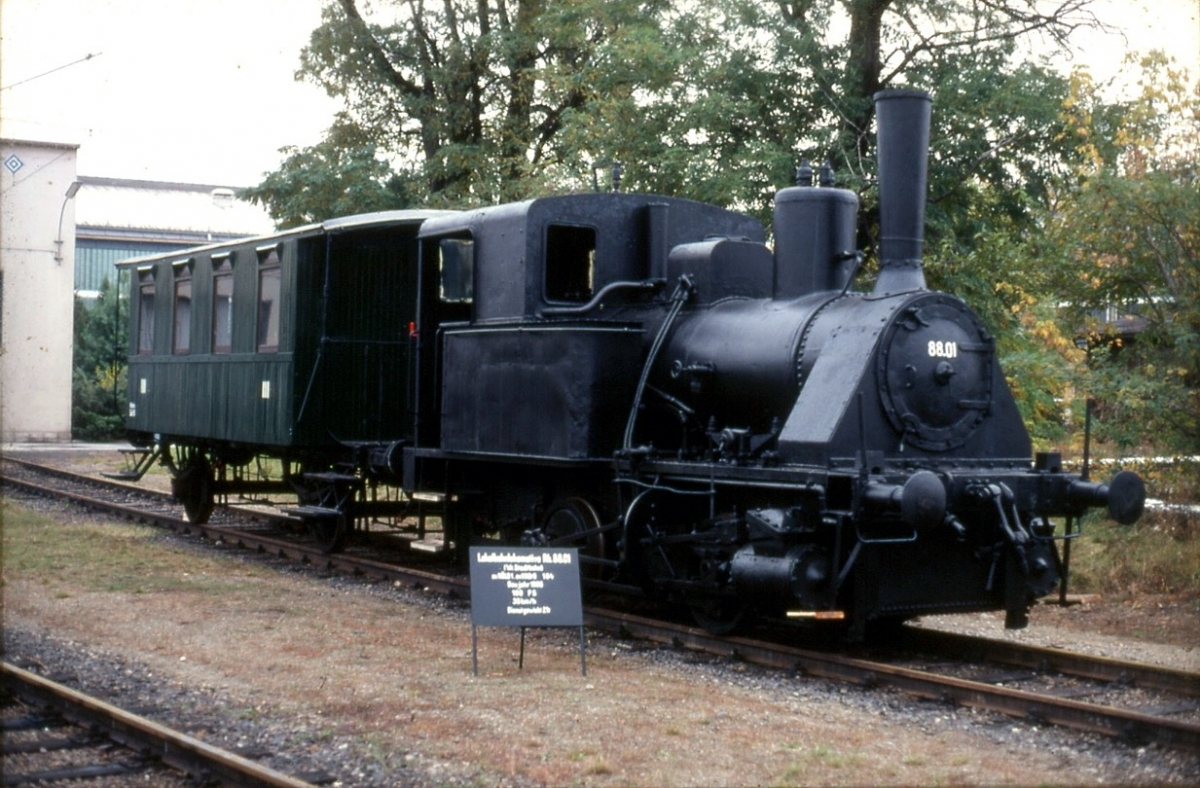
NÖLB 1 mit passendem Personenwagen
NÖLB 6.02 (ex DTKC)
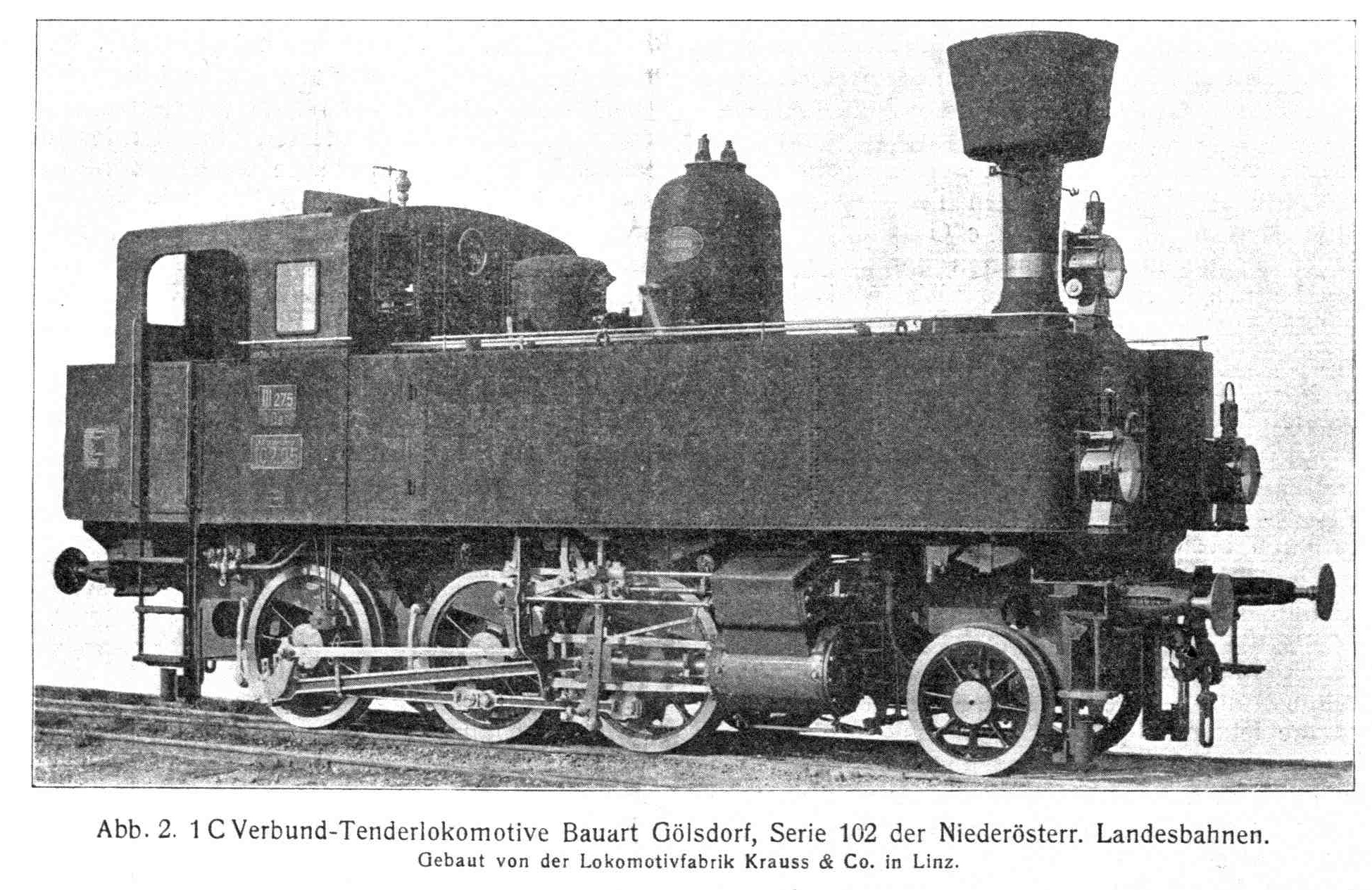
Werkfoto einer NÖLB 102

### Dampftriebwagen (Normalspur)
- 20–21
- 30–33

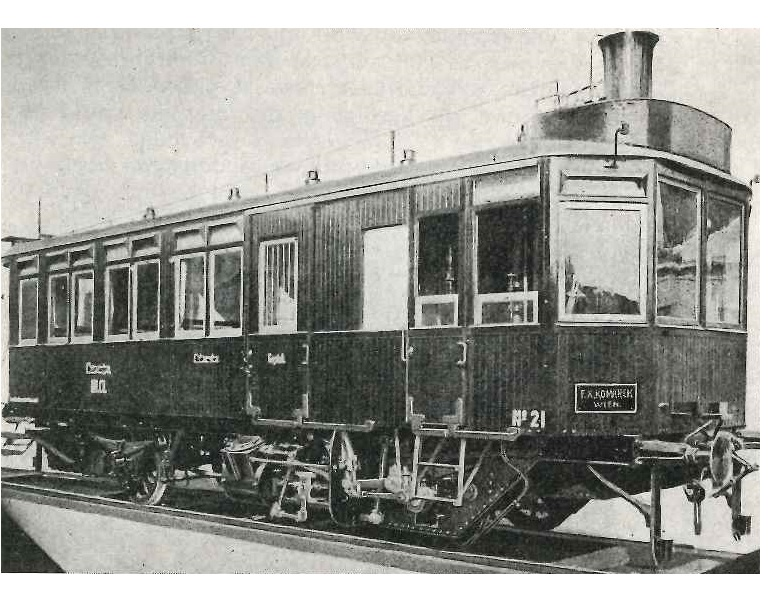
NÖLB 20-21
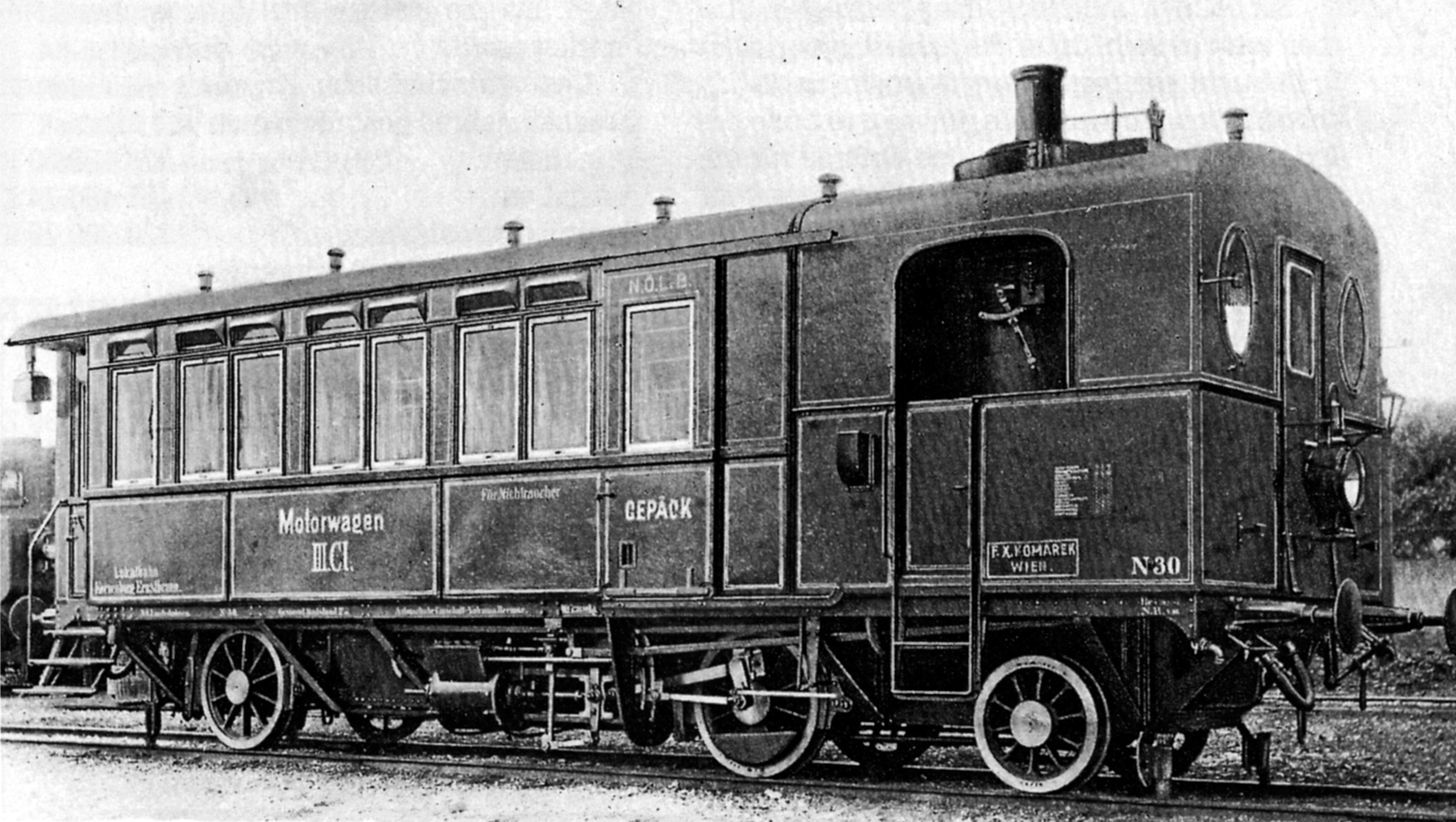
NÖLB 30-33

### Dampflokomotiven (Schmalspur)
| - NÖLB Mh - NÖLB Mv - P - R | - NÖLB U - NÖLB Uv - NÖLB Uh |

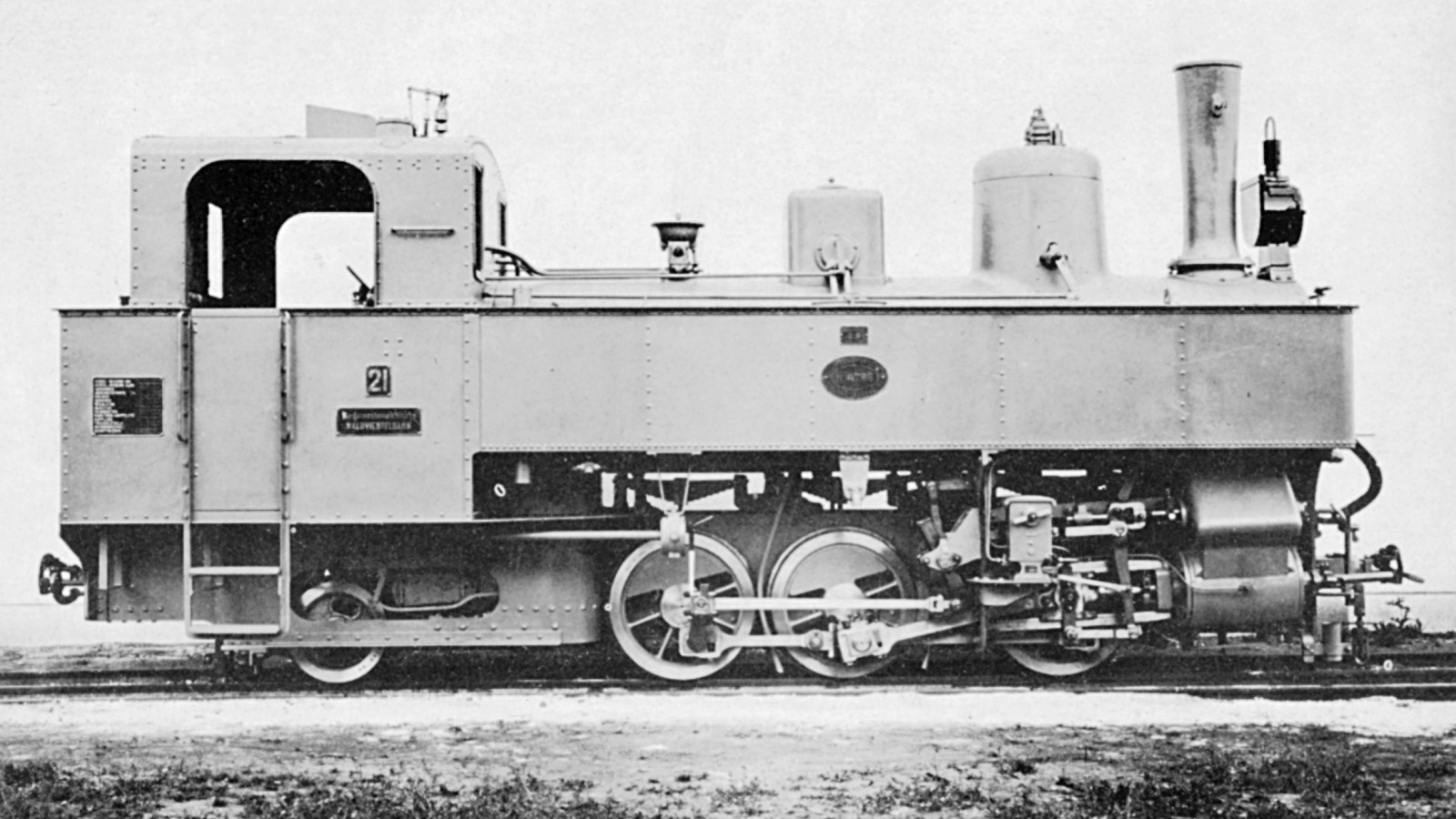
NÖLB 21 (Uv.2)
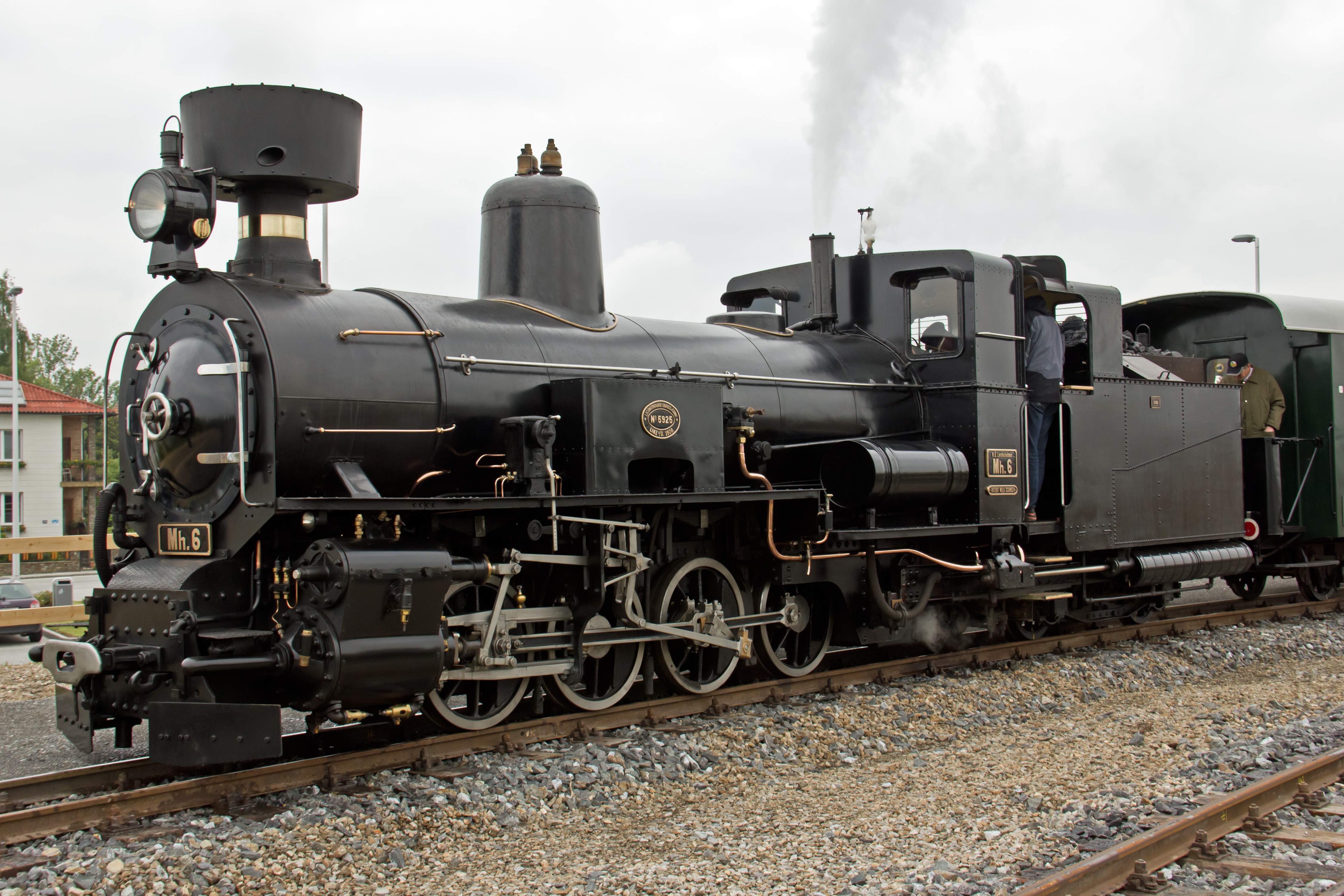
NÖLB Mh.6

### Dampftriebwagen (Schmalspur)
- 1–3
- 10–12
- 40–44

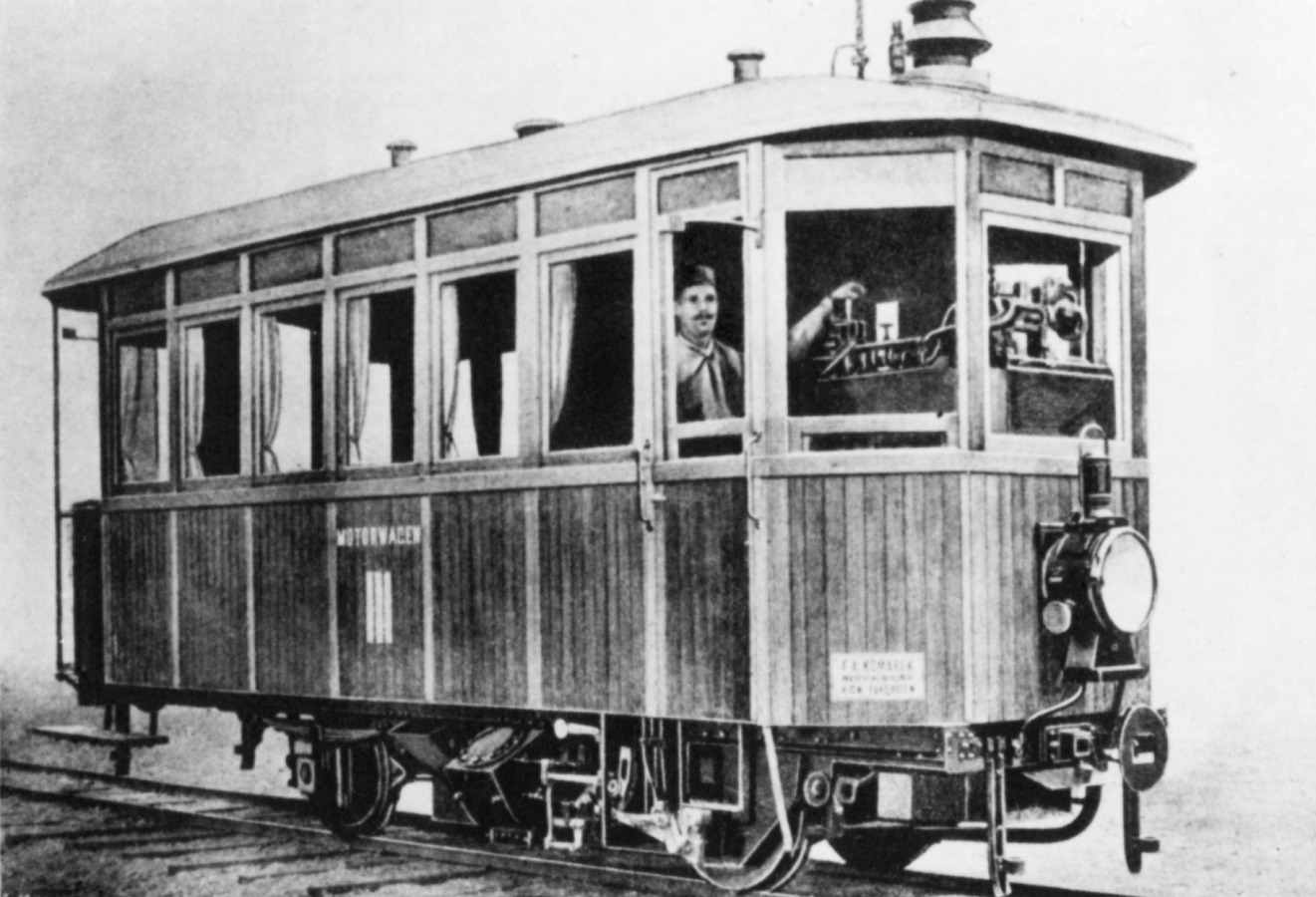
NÖLB 1-3
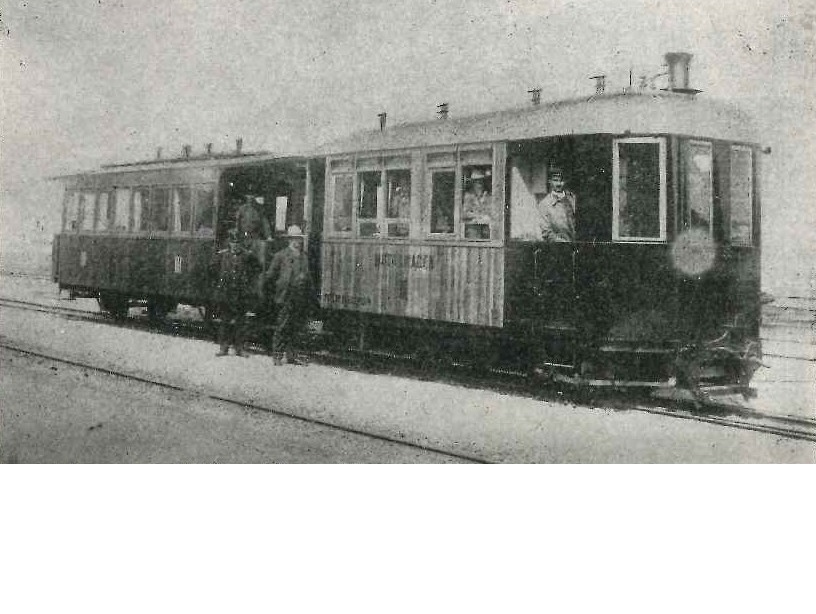
NÖLB 10-12

### Elektroloks (Schmalspur)
- E

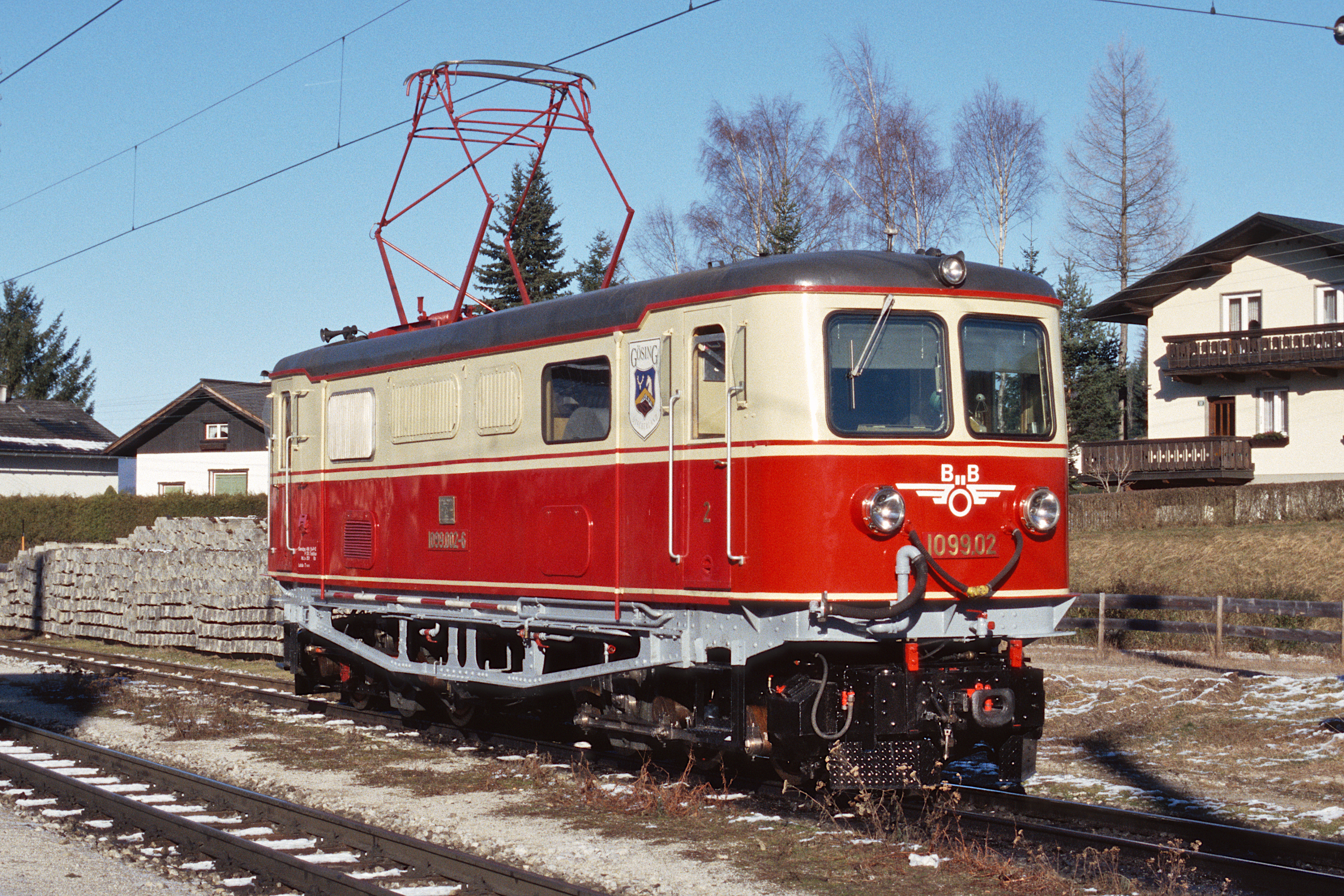
NÖLB E/ÖBB 1099/NÖVOG E

## Das Land Niederösterreich als Bahnbetreiber ab 2010
Im Jänner 2010 wurde zwischen dem Land Niederösterreich, dem Bund und den ÖBB beschlossen, bis Ende des Jahres mehrere Strecken vom Bund an das Land Niederösterreich zu übergeben. Dies betraf 26 Strecken mit insgesamt 624 km Länge, darunter jedoch mehrere Abschnitte, auf denen bereits seit Jahren kein Betrieb mehr durchgeführt wurde. Einige wie die Mariazellerbahn und andere Schmalspurstrecken, die Wachaubahn oder die Strecke nach Drosendorf werden vom Land unter der Regie der NÖVOG als neue Landesbahngesellschaft weiter betrieben. Der Besitzer- und Betreiberwechsel wurde mit dem Fahrplanwechsel am 12. Dezember 2010 vollzogen.